# Больше не пишу
«Бо́льше не пишу́» — песня российского видеоблогера Alenka Star Be, выпущенная 1 июля 2021 года в качестве сингла на мета-лейбле Alenka Star Be; дистрибьютором выступил ONErpm. Композиция посвящена подростковой любви с несложившимся романом. Автором музыки и слов является сама исполнительница.

## Видеоклип
Музыкальный видеоклип на композицию «Больше не пишу» был выпущен в день её выхода: 1 июля 2021 года. Режиссёром стала сама певица Alenka Star Be. Видео было снято в дождливую погоду, грустной обстановке, как и сама песня, в которой повествуется о несложившемся романе.

## Живые исполнения
5 сентября 2021 года Алёна Федотова впервые исполнила песню вживую на шоу российского видеоблогера Насти Кош в ГлавClub. 23 апреля 2022 года была приглашена на открытие в Москве первого тематического парка «Страна Смешариков», где исполнила композицию «Больше не пишу». Третий раз сингл был исполнен 14 мая 2022 года на концерте детей-артистов «Звук Поколения» аудиостриминга «Звука» и был добавлен в соответствующий плейлист редакции сервиса.

## Отзывы критиков
| Оценки критиков       | Оценки критиков       |
| Источник              | Оценка                |
| Русскоязычные издания | Русскоязычные издания |
| --------------------- | --------------------- |
| NEWSmuz.com           | без оценки            |

Российский музыкальный критик Гуру Кен посчитал, что в треке «Больше не пишу» обертоны, которые у Алёны с возрастом уйдут, ибо их заменят другие, очень даже к месту. Также, по его мнению, в композиции есть неочевидные мелодические решения, например, подъём в куплетах на октаву вверх. Ещё присутствует бридж, с появляющимися вокализами, но звучат они суховато. Помимо этого Кен не совсем доволен сведением: «К сведению есть и другие вопросы… Но раз речь идёт о детской песне — придираться не стоит. Думаю, что Алёне Федотовой надо обязательно продолжать петь. Это мило и у неё получается. И в будущем, когда у неё пройдет перенастройка голосового аппарата, мы получим полноценного готового артиста. А детям эти песни нравятся уже сейчас».

## Список композиций
| №  | Название         | Длительность |
| -- | ---------------- | ------------ |
| 1. | «Больше не пишу» | 2:01         |

## Чарты
| Чарт (2021)    | Высшая позиция |
| -------------- | -------------- |
| BandLink Daily | 19             |

| Чарт (2021)     | Высшая позиция |
| --------------- | -------------- |
| BandLink Weekly | 72             |

## История релиза
| Регион | Дата        | Формат                               | Версия      | Лейбл                 |
| ------ | ----------- | ------------------------------------ | ----------- | --------------------- |
| Мир    | 1 июля 2021 | Видеоклип цифровая загрузка стриминг | Стандартная | Самостоятельный релиз |